# Gheraṇḍa Saṃhitā
(Gheranda Samhita)
Gheraṇḍa Saṃhitā, dal sanscrito significa "La raccolta di Gheranda", è un testo di Haṭha Yoga ad opera di Gheraṇḍa e del suo discepolo Chandakapali datato tra il XVI e XVII secolo. È uno dei principali testi di Haṭha Yoga, insieme alla Haṭhayoga Pradīpikā e alla Śiva Saṃhitā.
Il testo è composto da 351 strofe organizzate in 7 capitoli:
- shatkarma (purificazione)
- āsana (posizioni)
- mudrā (gesti)
- pratyahara (controllo della mente)
- prāṇāyāma (controllo del respiro)
- dhyāna (meditazione)
- samādhi (estasi)

## Shatkarma

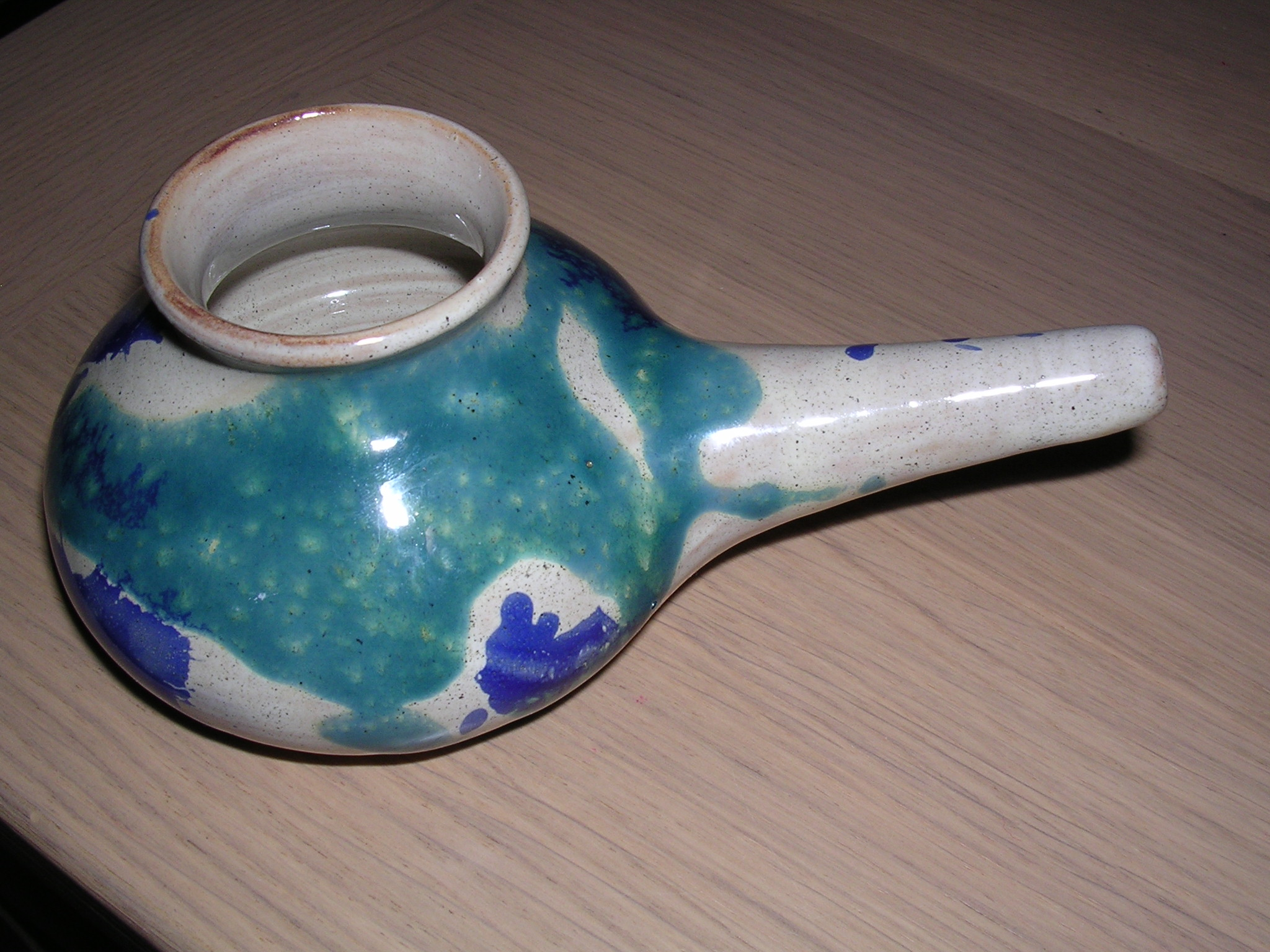
Il recipiente detto neti utilizzato per la pulizia nasale

Contiene 6 norme per la purificazione interna ed esterna del corpo. Si tratta di tecniche di pulizia delle vie nasali, del cavo orale, degli intestini mediante bande, liquidi salini o mediante massaggi.
1. dhauti, tecnica per la pulizia della gola, dell'esofago e dello stomaco mediante una garza inserita dal cavo orale
  - antardhauti
    1. vatasara tecnica di pulizia del cavo orale mediante inspirazione lenta dal naso ed espirazione dalla bocca
    2. varisara tecnica di pulizia del corpo orale mediante l'uso di acqua introdotta dalla bocca ed espulsa dagli intestini
    3. vahnisara tecnica di massaggio interno mediante la contrazione della muscolatura del plesso solare verso la spina dorsale
    4. bahishkrita tecnica di pulizia degli intestini mediante l'ingestione di aria nello stomaco con kakimudra e espulsione della stessa dagli intestini

  - datadhauti
  - mulashodhana
  - hriddhauti
2. basti, tecnica di pulizia del colon, mediante liquidi assunti per via anale
3. neti, tecnica per la pulizia nasale mediante un liquido salino
4. tratak, tecnica di pulizia degli occhi mediante lacrimazione indotta dallo sguardo fisso su un oggetto
5. nauli, tecnica di pulizia addominale mediante movimento di rotazione del ventre
6. kapalabhati, tecnica di pulizia delle vie respiratorie e dei seni frontali mediante iperventilazione

## Asana

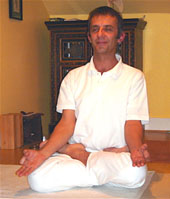
Una delle principali asana, Padmasana, o posizione del loto

Contiene le descrizioni di 32 posizioni per il corpo:
1. siddhasana (perfetta)
2. padmasana (loto)
3. bhadrasana (trono)
4. muktasana (libertà)
5. vajrasana (diamante)
6. svastikasana (fortuna)
7. simhasana (leone)
8. gomukhasana (muso di vacca)
9. virasana (eroe)
10. dhanurasana (arco)
11. mritasana (morto)
12. guptasana (nascondimento)
13. matsyasana (pesce)
14. matsyendrasana (Matsyendra)
15. goraksha
16. pashimottanasana (pinza seduta)
17. utkatasana (sedia)
18. sankata
19. mayura
20. kukkuta
21. kurma
22. uttanakurma
23. uttanamanduka
24. vrikshasana (albero)
25. manduka
26. garudasana (aquila/Garuda)
27. vriskha
28. salabhasana (locusta)
29. makarasana (coccodrillo)
30. ushtrasana (cammello)
31. bhujangasana (cobra/serpente)
32. yoga

## Mudrā
Il terzo capitolo del Gheranda Samhita contiene la descrizione di 25 mudra, o gesti simbolici, fondamentali:
(Gheranda Samhita)
1. mahāmudrā
2. nabhomudra
3. uddiyana
4. jalandhara
5. muhlabandha
6. mahabandha
7. mahavedha
8. kecharimudra
9. viparitakarani
10. yonimudra (utero)
11. vajroli
12. shaktichalani
13. tadagi
14. mandukimundra
15. shambhavi
16. parthividharana (terra)
17. ambhasidharana (acqua)
18. agneyidharana (fuoco)
19. vayavidharana (aria)
20. akashidharana (etere)
21. ashvinimudra
22. pashini
23. kakimudra
24. matangimudra
25. bhujanginimudra